# Campeonato Mundial Femenino de Balonmano de 1957
El I Campeonato Mundial de Balonmano Femenino se celebró en Yugoslavia entre el 13 y el 20 de julio de 1957 bajo la organización de la Federación Internacional de Balonmano (IHF) y la Federación Yugoslava de Balonmano.

## Equipos participantes
| Grupo A   | Grupo B        | Grupo C             |
| --------- | -------------- | ------------------- |
| Austria   | Checoslovaquia | Alemania Occidental |
| Dinamarca | Hungría        | Polonia             |
| Rumania   | Suecia         | Yugoslavia          |

## Primera fase

### Grupo A
| Equipo    | J | G | E | P | G+ | G- | DG  | PTS |
| --------- | - | - | - | - | -- | -- | --- | --- |
| Dinamarca | 2 | 2 | 0 | 0 | 15 | 5  | +10 | 4   |
| Austria   | 2 | 1 | 0 | 1 | 7  | 10 | -3  | 2   |
| Rumania   | 2 | 0 | 0 | 2 | 2  | 9  | -7  | 0   |

### Grupo B
| Equipo         | J | G | E | P | G+ | G- | DG | PTS |
| -------------- | - | - | - | - | -- | -- | -- | --- |
| Checoslovaquia | 2 | 2 | 0 | 0 | 13 | 8  | +5 | 4   |
| Hungría        | 2 | 1 | 0 | 1 | 13 | 10 | +3 | 2   |
| Suecia         | 2 | 0 | 0 | 2 | 6  | 14 | -8 | 0   |

### Grupo C
| Equipo              | J | G | E | P | G+ | G- | DG  | PTS |
| ------------------- | - | - | - | - | -- | -- | --- | --- |
| Yugoslavia          | 2 | 2 | 0 | 0 | 18 | 9  | +9  | 4   |
| Alemania Occidental | 2 | 1 | 0 | 1 | 13 | 11 | +2  | 2   |
| Polonia             | 2 | 0 | 0 | 2 | 7  | 18 | -11 | 0   |

## Segunda fase

### Grupo I
| Equipo     | J | G | E | P | G+ | G- | DG | PTS |
| ---------- | - | - | - | - | -- | -- | -- | --- |
| Hungría    | 2 | 1 | 1 | 0 | 15 | 9  | +6 | 3   |
| Yugoslavia | 2 | 1 | 0 | 1 | 14 | 17 | -3 | 2   |
| Dinamarca  | 2 | 0 | 1 | 1 | 12 | 15 | -3 | 1   |

### Grupo II
| Equipo              | J | G | E | P | G+ | G- | DG  | PTS |
| ------------------- | - | - | - | - | -- | -- | --- | --- |
| Checoslovaquia      | 2 | 2 | 0 | 0 | 22 | 7  | +15 | 4   |
| Alemania Occidental | 2 | 1 | 0 | 1 | 14 | 18 | -4  | 2   |
| Austria             | 2 | 0 | 0 | 2 | 11 | 22 | -11 | 0   |

## Fase final

### 5º / 6º puesto
| Partido   | Partido | Partido | Resultado |
| --------- | ------- | ------- | --------- |
| Dinamarca | -       | Austria | 10 - 6    |

### 3º / 4º puesto
| Partido    | Partido | Partido             | Resultado |
| ---------- | ------- | ------------------- | --------- |
| Yugoslavia | -       | Alemania Occidental | 9 - 6     |

### Final
| Partido | Partido | Partido        | Resultado |
| ------- | ------- | -------------- | --------- |
| Hungría | -       | Checoslovaquia | 1 - 7     |

## Medallero
|                |         |            |
| Checoslovaquia | Hungría | Yugoslavia |

## Estadísticas

### Clasificación general
| 1. Checoslovaquia      |
| 2. Hungría             |
| 3. Yugoslavia          |
| 4. Alemania Occidental |
| 5. Dinamarca           |
| 6. Austria             |
| 7. Polonia             |
| 8. Suecia              |
| 9. Rumania             |